# LGBT práva na Islandu

Duhová mapa Islandu

Práva leseb, gayů, bisexuálů a transsexuálů (LGBT) mají na Islandu stoupající tendenci. V únoru 2009 byla do čela vlády jmenována Jóhanna Sigurðardóttir jako první otevřeně lesbická premiérka v dnešní době. Parlament novelizoval manželské právo 11. června 2010 a vymezil manželství jako trvalý svazek dvou osob, čímž zlegalizoval stejnopohlavní manželství. Zákon nabyl účinnosti 27. června 2010. Od roku 2006 mají stejnopohlavní páry rovný přístup k adopci, umělému oplodnění a náhradnímu mateřství.

## Zákonnost stejnopohlavní sexuální aktivity
Zákon, který zakazoval stejnopohlavní sexuální aktivitu, byl zrušen v r. 1940. Roku 1992 se legální věk způsobilosti k pohlavnímu styku stanovil pro obě orientace na 14, v r. 2007 byl navýšen na 15 let bez ohledu na pohlaví či sexuální orientaci.

## Stejnopohlavní soužití
Registrované partnerství pro stejnopohlavní páry bylo legalizováno v r. 1996. O 14 let později 27. června 2010 jej vystřídalo genderově neutrální manželství.
23. března 2010 vláda zpracovala návrh zákona, který by umožňoval stejnopohlavním párům uzavírat sňatek. 11. června 2010 jej parlament schválil na 100 procent. Zákon nabyl účinnosti od 27. června 2010.

## Genderová identita
11. června 2010 Islandský parlament uzákonil liberálnější verzi zákona umožňujícího širší uznání změny pohlaví a ochranu genderové identity.Tento zákon byl schválen 27. června 2012 a dává povinnost největší státní nemocnici na Islandu zřídit speciální oddělení na diagnózu gendrové dysforie, jakož i výkon chirurgické změny pohlaví. Chirurgickou změnu pohlaví lze absolvovat až po úspěšném absolvování 18měsíčíního procesu, který zahrnuje 12 měsíců života v roli druhého pohlaví a získání souhlasu od lékařské komise. Pokud komise shledá, že pacient může podstoupit plnou změnu pohlaví, informuje o tom Národní registr, který dotyčnému změní jméno a pohlaví, vč. nových dokladů. Pro změnu dokladů a jména není požadována chirurgická změna pohlaví.

## Adopce a plánování rodiny
Od 27. června 2006 získali stejnopohlavní páry rovný přístup k umělému oplodnění, náhradnímu mateřství a plná adopční práva, vč. adopce biologického dítěte registrovaného partnera.

## Ochrana před diskriminací
V r. 1996 přijal Althing sérii novel islandského trestního zákoníku zahrnujících sexuální orientaci do diskriminčních důvodů. Jejich přijetím je nezákonné odmítat prodávat zboží a poskytovat služby lidem na základě jejich sexuální orientace. Slovní útoky, výsměch, násilí a jiný harašment motivovaný homofobií je taktéž trestný.
Od r. 2008 je zakázaná homofobní diskriminace ve školství.
V současné době neplatí žádné zákony zakazující homofobní a transfobní diskriminaci v zaměstnání. Komise pro LGBT práva založená v r. 2014 sdělila, že po dohodě s ministryní práce a sociálních věcí Eygló Harðardótti bude takový zákon přijat někdy v r. 2016. Islandské LGBT skupiny doufají, že tato nová legislativa bude přijatá v dohledné době.

## Dárcovství krve
Homosexuální a bisexuální muži nemůžou na Islandu darovat krev.
V r. 2014 podal muž žijící na Island stížnost na zákaz dárcovství s tím, že takový přístup je jasným příkladem diskriminace.
V říjnu 2015 podpořilo Ministerstvo zdravotnictví změnu pravidel a umožnění homosexuálním a bisexuálním mužům darovat krev.

## Veřejné mínění
Podle průzkumu Gallup z února 2000 podporovalo právo leseb a gayů na osvojení dětí 53 % Islanďanů, 12 % bylo neutrálních a 35 % bylo proti.
Anketa Gallup z července 2004 ukázala, že 87 % Islanďanů podporuje stejnopohlavní manželství.
V květnu 2015 publikoval PlanetRomeo, LGBT sociální síť, první index gay spokojenosti (Gay Happiness Index GHI). Gayové ze 120 zemí byli tázáni na to, zda se cítí dobře ve společnosti, jaké mají zkušenosti ve vztahu s jinými lidmi, a jak hodnotí kvalitu svého života. Island se umístil na prvním místě s výsledkem 79.

## Životní úroveň

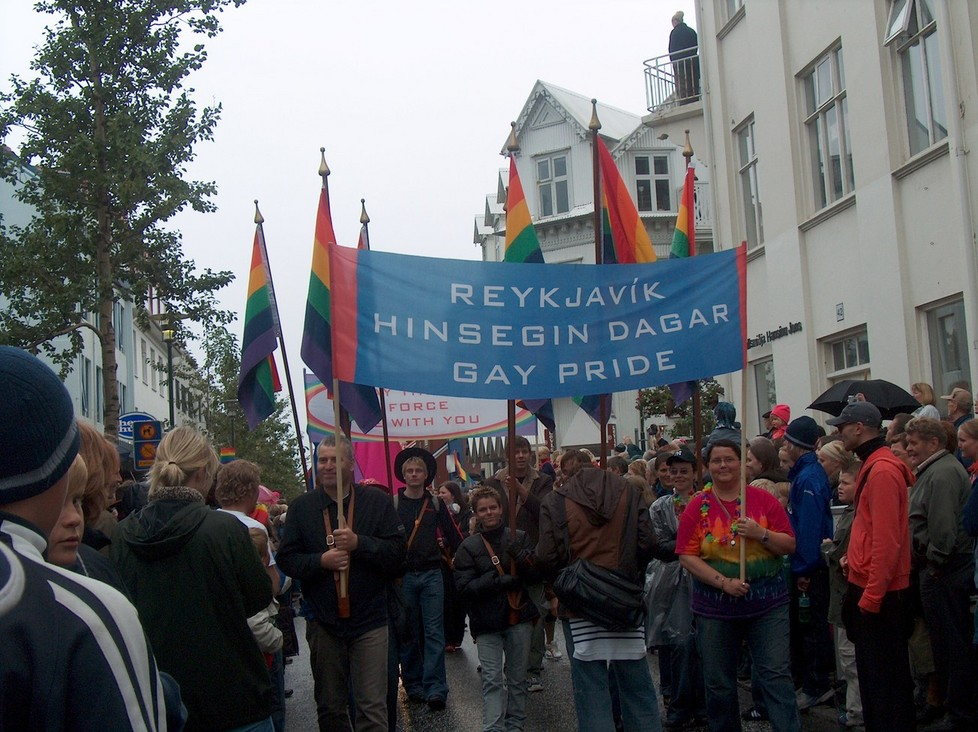
Reykjavík Gay Pride 2004

Navzdory nízkému počtu obyvatel je v Reykjavíku velmi rozvinutá homosexuální kultura s velkým množstvím barů a kaváren a jiných míst sdružujících LGBT komunitu. Nicméně v ostatních oblastech Islandu kvůli nízké hustotě zalidnění není žádná homosexuální kultura.Akureyri, největší satelit mimo hlavní město, nemá žádné gay bary, navzdory počtu obyvatel ve výši 17 700. Nelze totiž posoudit, zda by ve městě měly dostatečnou výnosnost. Pochody hrdosti se na Islandu obvykle konají v srpnu. V r. 2016 se zúčastnil pochodu Reykjavik Pride Parade islandský prezident Gudni Jóhannesson, čímž se stal první hlavou této země, která tak učinila.

## Souhrnný přehled
| Legální stejnopohlavní styk                                                             | (1940)                             |
| Stejný věk legální způsobilosti k pohlavnímu styku pro obě orientace                    | (1992)                             |
| Anti-diskriminační zákony v zaměstnání                                                  | (Navrženo)                         |
| Anti-diskriminační zákony v přístupu ke zboží a službám                                 | (1996)                             |
| Anti-diskriminační zákony v ostatních oblastech (homofobní urážky, zločiny z nenávisti) | (1996)                             |
| Stejnopohlavní manželství                                                               | (2010)                             |
| Jiná forma stejnopohlavního soužití                                                     | (1996)                             |
| Adopce dítěte partnera                                                                  | (2006)                             |
| Společná adopce stejnopohlavními páry                                                   | (2006)                             |
| Gayové a lesby můžou otevřeně sloužit v armádě                                          | Island je stát bez ozbrojených sil |
| Možnost změny pohlaví                                                                   | Yes                                |
| Přístup k umělému oplodnění a náhradnímu mateřství pro všechny páry a jedince           | (2006)                             |
| MSM smějí darovat krev                                                                  | Yes                                |